# Nicolas Toussaint Charlet
Nicolas Toussaint Charlet (Parigi, 20 dicembre 1792 – Parigi, 30 ottobre 1845) è stato un pittore e incisore francese.

## Biografia
Discepolo di Antoine-Jean Gros, fu acceso bonapartista ed è ricordato per le sue tavole, narranti episodi storici, come la campagna di Russia del 1812 e l'ascesa napoleonica.
Il suo capolavoro è appunto La ritirata di Russia, del 1836, ora al Musée des beaux-arts di Lione; il dipinto fu ammirato e lodato da Eugène Delacroix.
Più che ai dipinti, deve la sua fama ai disegni e alle stampe. Fu Géricault ad insegnargli come realizzare una litografia forte e colorata.

### Opere
- Napoli, Galleria dell'Accademia, Scena d'inverno, olio su tela.[1]